# Kunavashi
Kunavashi is een van de onbewoonde eilanden van het Vaavu-atol behorende tot de Maldiven.